# Anthem (band)
Anthem (アンセム, Ansemu) is een Japanse heavymetalband, geformeerd in 1980 door voormalig zanger Toshihito Maeda. In 1984 laat de band een nummer achter op de Heavy Metal Force I compilatie-langspeelplaat. Dit bracht hen aandacht.

## Artiesten
- Eizo Sakamoto - vocalist
- Akio Shimizu - gitarist
- Naoto Shibata - bassist
- Hirotsugu "Hiro" Homma - drummer

## Vroegere leden
- Yukio Morikawa - vocalist
- Graham Bonnet - vocalist
- Hiroya Fukuda - gitarist
- Hideaki Nakama - gitarist
- Takamasa Ohuchi - drummer
- Yoshitaka Mikuni - keyboard
- Toshihito Maeda - vocalist

## Discografie
- 1985 - Anthem (King)
- 1985 - Ready To Ride (EP, King)
- 1986 - Victim In Your Eyes (single, Nexus)
- 1986 - Tightrope (Nexus/BD)
- 1987 - Bound To Break (Restless)
- 1987 - The Show Carries On (live, Nexus)
- 1988 - Gypsy Ways (Nexus)
- 1989 - Hunting Time (Nexus)
- 1990 - No Smoke Without Fire (Nexus)
- 1990 - Best: 1981-1990 (compilatie, King)
- 1992 - Domestic Booty (Nexus)
- 1992 - Best II: 1981-1992 (compilatie, King)
- 1992 - Last Anthem (live) (JVC)
- 2000 - Heavy Metal Anthem (JVC)
- 2001 - Seven Hills (JVC)
- 2002 - Overload (JVC)
- 2003 - Live' Melt Down (live) (JVC)
- 2003 - Live' Melt Down: The Show Still Carries On (dvd) (JVC)
- 2004 - Onslaught (single) (JVC)
- 2004 - Eternal Warrior (JVC)
- 2005 - 20th Anniversary Tour 2005 (dvd) (JVC)
- 2005 - Official Bootleg (cd+dvd) (Nexus)
- 2005 - The Show Carries On! - Complete Version (live 2xCD) (Nexus)
- 2005 - Prologue Live Boxx (live 3xCD) (Nexus)
- 2006 - Immortal Bind (single) (JVC)
- 2006 - Immortal (Replica)
- 2007 - Core - Best Of Anthem (JVC)